# Комплементаризъм (Армения)
Комплементаризмът (политика на взаимно допълване) е основната парадигма на външната политика на Армения след независимостта ѝ през 1991 година. Терминът се свързва с Вардан Осканиан, министър на външните работи на Армения от 1998 до 2008 година.
Комплементаризмът е подход, нетипичен за другите държави от постсъветското пространство. Означава стремеж за създаване и запазване на баланс между интересите на всички държави от региона, в случая – Южен Кавказ. Постигане на общи външнополитически цели, които да бъдат противопоставими на евентуални опити за безалтернативна политика от тип „проруска“ или „прозападна“. Благодарение на това Армения изгражда добри контакти и финанси от САЩ и ЕС и по този начин балансира прекалената близост и свързаност с Русия. Подобен подход донякъде следва и Грузия.

## Комплементаризмът във външната политика на Армения
Армения обявява независимостта си от Съветския съюз на 23 август 1990 година. В навечерието на Августовския преврат е проведен референдум по въпроса за отцепване. След масово гласуване в полза на пълната независимост, тя е обявена на 21 септември 1991 година. Въпреки това широкото признание не се случва до 25 декември 1991, когато официално се разпада Съветският съюз.
Армения се изправя пред много предизвикателства в първите си години като суверенна държава. След арменската победа във войната в Нагорни Карабах, Азейрбайджан и Турция заедно затварят границите си като блокада, която продължава, въпреки че през октомври 2009 година Турция и Армения подписват договор за нормализиране на отношенията между двете държави. Тези събития силно засягат икономиката на младата република и затварят основните маршрути до Европа.
В обстановката на изолация и лоши междудържавни отношения със съседите си, Армения трябва да балансира между регионалните сили – Азербайджан, Турция, Русия – за да оцелява и да възстанови отслабената си икономика.
Левон Тер-Петросян е първият президент на новосъздадената независима Армения, избран на 16 октомври 1991 година и преизбран на 22 септември 1996 г. Популярността му отслабва, когато опозицията започва да го обвинява за лошото икономическото положение, в което се намира Армения след разпадането на СССР. По-специално не е харесван заради забраната, която налага над партията Арменска революционна федерация, търсеща признаване на арменския геноцид и подкрепяща идеята за Велика Армения, чието ръководство хвърля в затвора на основание, че ръководството ѝ е базирано в чужбина, което е забранено според арменската конституция.
Политиката за балансиране на международните отношения със съседните държави принуждава Тер-Петросян да подаде оставка през февруари 1998 г., след като оправдава компрометиращото уреждане на конфликта в Нагорни Карабах, което много арменци считат за подкопаване на тяхната сигурност. Ключови министри на Тер-Петросян, водени от тогавашния министър-председател Роберт Кочарян, отказват да приемат плана за мир за Нагорни Карабах, предложен от международни посредници през септември 1997 г. Планът, приет от Тер-Петросян и Азербайджан, наречен план за „поетапно“ уреждане на конфликта, е причината да се отложи споразумението за статута на Нагорни Карабах. Това споразумение е за връщането на повечето контролирани от Армения азербайджански територии около Нагорни Карабах и вдигането на арменските блокади от Азербайджан и Турция.
Вторият президент на Армения, Робърт Кочарян продължава да преговаря за мирното разрешаване на конфликта в Нагорни Карабах, заедно с азербайджанския президент Илхам Алиев. Преговорите между Алиев и Кочарян са проведени през септември 2004 година в Астана, Казахстан, по време на среща на Общността на независимите държави. Според едно от предложенията, арменските сили трябва да се изтеглят от азербайджанските територии в непосредствена близост до Нагорни Карабах и провеждане на референдум в Нагорни Карабах и Азербайджан относно статута на региона. На 10 – 11 февруари 2006 година, Кочарян и Алиев се срещат в Рамбуйе, Франция, за да обсъдят основните принципи за уреждане на конфликта, включително изтеглянето на войските, формирането на международни мироопазващи войски, както и статута на Нагорни Карабах.
През следващите седмици и дни при разговорите във Франция, Минската група на ОССЕ изразява оптимизъм, че може да бъде постигнато някакво споразумение. Френският президент Жак Ширак се среща поотделно с двамата лидери и изразява надежда, че преговорите ще бъдат плодотворни. Но разговорите в Рамбуйе не довеждат до нищо съществено, особено що се отнася до определяне статута на Нагорни Карабах. Следващата сесия на преговорите се провежда през март 2006 година във Вашингтон, където руският президент Владимир Путин прилага натиск върху двете страни за уреждане на спорните въпроси (Staff (23 февруари 2006) „Putin Going to Invite Kocharyan to Moscow to Discuss Karabakh Issue“ YERKIR Armenian Online Newspape). По-късно има среща на арменския и азербайджанския президент в Минск на 28 ноември и министерски срещи в Москва.
През септември 2006 година в поздравително послание по повод 15-годишнината от създаването на република Нагорни Карабах, Робърт Кочарян казва: „Хората на Карабах направиха исторически избор, защитиха националните си интереси във войната. Днес, те изграждат свободна и независима държава“. В допълнение към съобщението се казва също, че е задължение на република Армения и всички арменци да допринесат за укрепването и развитието на Нагорни Карабах, както и за международното признание на независимостта на републиката.
Друг пример за опитите на Армения да лавира между интересите си и тези на съседните Азербайджан и Турция е външната политика на третия президент на Армения, Серж Саркисян. Той първоначално заявява, че ще продължи политиката на страната си към Турция, към нормализация на отношенията без никакви предварителни условия, като същевременно се стреми към международно признаване на арменския геноцид от 1915 г. Със своето признаване на турско-арменската граница, Саркисян неглижира арменските искания към Западна Армения, установени още от Севърския договор.
Саркисян се опитва да отговори както на руските, така и на западните очаквания, като този стремеж проличава в отношението му към въпроса за независимостта на Косово. Според Саркисян възможността Армения да признае Косово няма да засегнат отношенията с Русия, но също така споменава, че „независимостта на Косово се нуждае от сериозна дискусия.“
Саркисян изнася първата си реч пред 63-тата сесия на Общото събрание на ООН в Ню Йорк на 25 септември 2008 година. В обръщението си той говори за конфликта в Южна Осетия и необходимостта от намесата на ООН за намиране на мирно решение в конфликта в Нагорни Карабах. Също така Саркисян споменава за опасното струпване на военна сила в Азербайджан и военната реторика, които рискуват да подновят напрежението в Южен Кавказ.

## Възникване
Комплементаризмът става фундаментален по време на президентството на Левон Тер-Петросян. Той изразява стремежа на Армения да преследва най-важния си интерес, чрез приемането на балансирани политики и чрез минимално участие или обвързване с регионлани блокове.
Външната политика на Армения е по-различна от външните политики на другите страни от постсъветсткото пространство, защото се опитва да балансира интересите на всички велики сили чрез комплементаризъм. Въпреки че този подход е сходен с многовекторната политика, различното при Армения е, че тя използва диаспората си по света, за да изпълни целите на комплементаризма.
Всички постсъветските страни прилагат два главни подхода във външната си политика – едновекторна и многовекторна. Едновекторната е западно ориентирана и е доминираща сред Балтийските републики, Азербайджан, Грузия, Украйна (управлението на Юшченко) и Молдова. Няколко централно азиатски страни и Беларус следват проруска едновекторна политика, поне до началото на 2000 година. Проруската политика надделява в три от четирите де факто съществуващи страни – Абхазия, Северна Осетия и Транснистрия, без Карабах, както и Беларус, но не изцяло.
Алтернативният външнополитически подход е многовекторната външна политика. Той се възприема от Азербайджан и централно азиатските страни (края на 1990 до началото на 2000). Различен тип многовекторна външна политика – комплементаризмът, доминира изцяло постсъветската външна политика на Армения. Той е неофициална външнополитическа доктрина, която Армения използва, за да балансира конфликтните интереси на различни външнополитически играчи като Русия, САЩ, Европа и Иран.

## Ключови външнополитически отношения

### Армения – Русия
Преследването на дългосрочните интереси на Армения за близки отношения с Русия е най-точно представено в състоянието на арменската икономика. Като много други постсоциалистически страни, сривът на сложните съветски търговски модели и наследството на плановата икономика все още имат негативно влияние върху арменската индустрия и търговия.
Един от най-интересните аспекти на комплиментаризма е политиката за сигурност на Армения. Тя е член на доминираната от Русия Организация на Договора за колективна сигурност и на нейна територия има руски военни бази. Арменските власти използват тази ситуация, за да балансират сътрудничество със САЩ и НАТО. Една от стъпките в тази посока е участието на арменския полк в мироопазващите операции на НАТО в Косово. Друг пример е решението на Армения да изпрати арменски контингент в Ирак. Потвърждение на желанието на Армения да си сътрудничи със САЩ е и изпращането на малък арменски военен полк в операция за поддържане на мира в Афганистан през 2009 година.
Комплементаризмът е политика, продиктувана по-скоро от нуждата, отколкото от избора – заобиколена от враждебни съседи, Армения търси съюзници и инвестиции. Членство в ЕС и НАТО не са външнополитически приоритет, но има стремеж към тясно икономическо сътрудничество и интеграция. Причини за това са липсата на търговия с Азербайджан, липсата на инвестиции и затворени граници с Турция. За това Армения разчита главно на Русия – икономически и в областта на сигурността, а и не я възприема за директна заплаха. Заради изолация на Армения в региона, тя разчита и на близки отношения и с Иран.
Русия е ключов търговски партньор, доминира енергийните доставки и осигурява военна сигурност на Армения, което е и причина да няма стремеж към членство в НАТО. Стратегическото партньорство с Русия в областта на военната сигурност е ключов компонент от стратегията за национална сигурност. Русия има военни бази на територията на Армения, руски войници охраняват границите заедно с арменски. Според обществено проучване 70% от хората смятат, че руското военно присъствие в страната до голяма степен осигурява националната сигурност.
Въпреки усилията на Армения, тя продължава да е територия със силно руско влияние. Това се показва и от публични анкети, които посочват Русия като най-надежден международен партньор и руския език като най-важен чужд език.

### Армения – САЩ
Армения има важни връзки със Запада, най-вече заради голямата и добре организирана диаспора в страни като Франция и САЩ. Пример за комплиментаризма на Армения е успешното лобиране на диаспората в САЩ за корекция на финансовата помощ. САЩ отпускат на Армения ежегодна финансова помощ – през 2008 г. в размер на $58,5 млн., плюс $6 млн. за Нагорни Карабах.
Естеството на отношенията между Армения и САЩ е доста сложно. От една страна отношенията на Армения с Русия и Иран са близки в областта на икономиката и сигурността. От друга страна обаче Армения търси близки контакти със Запада – САЩ и Европа. Правителството на Армения многократно е заявявало, че не планира да кандидатства за членство в НАТО, но в същото време има тясно сътрудничество.
Армения никога не е била сред основните приоритети на американската външна политика, но основните фактори за нейната значимост са геополитическото ѝ местоположение – гранична зона между Европа, Централна Евразия и Близкия Изток, и намиращата се в САЩ влиятелна арменска диаспора. През 1990-те години глобалните и регионалните фактори са в полза на арменския комплиментаризъм, отношенията между Русия и Запада са конструктивни. Въпреки това в началото на 2000 година характерът на тези отношения се променя, заради множество фактори – преходът към по-авторитарен режим в Русия, американската окупация на Ирак. Руско-американските отношения допълнително се усложняват от „цветните революции“ в Грузия и Украйна, които получават одобрението на САЩ. Тази подкрепа се възприема от руските елити като пряко посегателство върху руските интереси. Тези факти усложняват бъдещето на арменския комплиментаризъм. По време на събитията от август 2008 година и Руско-грузинската война, Армения успява да избегне избор на страна в конфликта и дори успешно се противопоставя на руския натиск да признае независимостта на Южна Осетия и Абхазия.

### Армения – Иран
Друг тест за политиката на комплиментаризъм са отношенията между Армения и Иран. Исторически Иран често се възприема като заплаха, но Армения е в близки отношения със страната. През 1990-те години балансът между добри отношения с Иран и партньорство със САЩ е лесен, заради умерените реформатори, които доминират иранската политика. Това обаче се променя след като отношенията между Иран и САЩ се влошават при управлението на Буш и Ахмадинеджад. Като цяло Западът гледа на сътрудничеството между Армения и Иран с разбиране, заради геополитиката на Армения и конфликтите между Турция и Азербейджан, където добрите отношения с Иран са от стратегическа необходимост за Армения. От своя страна Иран иска да поддържа добри отношения с Армения и се противопоставя на исканията на някои радикалисти за открита подкрепа на мюсюлманските братя в Азербайджан срещу Армения в конфликта в Нагорни Карабах.
Добрите взаимоотношения между двете страни са основно в сферата на външната търговия. Между двете държави има близки връзки основани на историческо наследство и икономически интереси, главно в енергийната сфера. Има общи проекти в сферата на преноса на електроенергия, газопровод Иран-Армения, общи предприятия за нефтодобив и преработка, обща жп линия. Съвместно с Иран, финансиран от Азиатската банка за развитие се изгражда транспортен коридор Север – Юг. Също така Иран застава на страната на Армения в конфликта с Азербайджан за Нагорни Карабах, допринасяйки за баланса и стабилността в региона.

## Участие в международни организации

### НАТО
Контактите между НАТО и Армения започва в началото на 1990-те, а по-късно тя се присъединява към програмата Партньорство за мир и започва да участва в Парламентарната асамблея на НАТО. Към 2005 година партньорството се задълбочава – подписването на Индивидуално партньорство НАТО – Армения, в области като военно образование, опазване на мира, мисията в Косово и модернизация на системите за контрол.
Армения засилва сътрудничеството с НАТО на политическо ниво и дори създава военни единици, които да са готови за участие в миротворни мисии.
През 2008 година войници на НАТО участват в съвместно военно учение на територията на Армения.

### Eвропейският съюз
Заявени са намерения за членство, а от 2008 г. в Армения действа група ЕС – Армения, която предоставя експертна помощ и активно съдействие в митническата и данъчната сфера. Подписано е споразумение с Европейската банка за инвестиции и развитие. Сключени са поредица от споразумения по общи политики в сферите на търговията, отбраната и сигурността, движението на хора. ЕС има активна роля по разрешаването на Нагорно-Карабахския конфликт.
Връзките с ЕС и регионалните инициативи на съюза са важна част от осигуряването на стабилност и сигурност в региона.

### Съветът на Европа
Армения кандидатства за членство в Съвета на Европа през март 1996 година. След това тя започва да участва в програмите за подпомагане на Съвета. Армения и Азербайджан са приети в Съвета на Европа на 28 юни 2000 г. на заседание на Парламентарната асамблея в Страсбург. Грузия е поканена да се присъедини към организацията през януари 1999 г. Решението за приемане на Грузия преди Армения и Азербайджан е в отговор на продължаващия спор за Нагорни Карабах. В крайна сметка Съветът на Европа се съгласява да приеме едновременно Армения и Азербайджан с цел да няма подкрепа за една страна по отношение на конфликта.

### ОНД
Участието на Армения в ОНД е основно направление на външната ѝ политика. В рамките на ОНД има добри взаимоотношения, в т.ч. търговски с Украйна, Киргизстан, Казахстан, Беларус. Армения участва активно в разработката и приемането на Концепцията за икономическо развитие на страните от ОНД през 2008.

### Световната търговска организация
На 10 декември 2002 година, след шест години преговори, Армения става член на Световната търговска организация. През 2002 година арменският парламент прокарва закон, който да синхронизира арменските търговски практики в разпоредбите на Световната търговска организация, включително отварянето на арменския пазар за чуждестранни стоки и услуги.

## Други външнополитически отношения

### Армения – Турция
Официални дипломатически отношения между Армения и Турция не съществуват заради непризнаването на арменския геноцид от 1915 г. и конфликта в Нагорни Карабах. Границата между двете държави, която в миналото е била граница между НАТО и Съветския съюз, е затворена, въпреки това контакти има – Армения се присъединява към Организацията за черноморско икономическо сътрудничество през юни 1992 година. В последните години има поредица от срещи на високо ниво и сътрудничество в международни организации. Армения подкрепя членство на Турция в ЕС.

### Армения – Грузия
Грузия е първата страна, признала независимостта на Армения през 1991 година, и впоследствие се установява добро сътрудничество. Все пак напрежение между двете страни има заради 300 000 етнически арменци в Грузия и отношението към тях. Също така Армения е скептична относно участието на Грузия в строежа на газовата линия Баку – Джейхан, която свързва Азербайджан и Турция. Сътрудничеството между Грузия и Армения е в областта на икономиката, културата, науката. След блокадата на арменско-турската граница Армения става зависима от Грузия – тя става транспортен коридор за жизненоважни доставки и път към Русия и европейските страни. Изграждат съвместно транспортен коридор, който да свързва Армения с Черно море. Поддържат се арменски училища в Грузия. Водят се и преговори за признаване на арменския като втори език в някои области, населени с арменци.

### Армения – Индия, Китай, Близкия Изток
Има бурно развитие основно на икономически отношения в средата на 1990-те. Следва замиране, най-вече свързано със сближаването с Русия.

## Бъдещи предизвикателства
След независимостта на Армения, във външната ѝ политика няма радикални промени. Сътрудничеството на страната с Русия и САЩ се развива в отговор на нуждата от сигурност както на Армения, така и на двете глобални сили. Особен успех по отношение на конфликта с Нагорни Карабах все още не е постигнат, въпреки ясно заявените приоритети за нормализиране на отношенията със съседните страни. Отношенията с Иран и Грузия са добри, а тези с Турция и Азербайджан остават враждебни. В действителност Армения има голям прогрес по отношение на насърчаване на националната сигурност, благодарение на присъединяването към международните организации.
Бъдещето на арменския комплиментаризъм зависи от отношенията между Иран и САЩ, но в дългосрочен план този външнополитически подход едва ли ще бъде променен, заради нуждата да се поддържа баланс между силните регионални фактори и глобалните сили.
Сътрудничеството на Армения с НАТО и ОССЕ ще продължи в бъдеще. По-лесно е сътрудничеството с организации като ОССЕ и Съвета на Европа, на която страната вече е член, в сравнение с НАТО и ЕС. Разширява се обхватът на интеграцията с ЕС и НАТО и това ще остане приоритет във външната политика на Армения. В бъдеще мироопазващият батальон може да бъде увеличен, за да се превърне в първата бригада в арменската армия, която съответства на стандартите на НАТО.